# Scott & Bailey (seizoen 3)
Dit artikel vat het derde seizoen van Scott & Bailey samen.

## Rolverdeling

### Hoofdrollen
| Acteur            | Personage                        |
| ----------------- | -------------------------------- |
| Suranne Jones     | rechercheur Rachel Bailey        |
| Lesley Sharp      | rechercheur Janet Scott          |
| Amelia Bullmore   | hoofdinspecteur Gill Murray      |
| David Prosho      | rechercheur Ian "Mitch" Mitchell |
| Tony Mooney       | rechercheur Pete Readyough       |
| Delroy Brown      | rechercheur Lee Broadhurst       |
| Ben Batt          | rechercheur Kevin Lumb           |
| Sean Maguire      | politieagent Sean McCartney      |
| Olivia Rose Smith | Elise Scott                      |
| Tony Pitts        | Adrian Scott                     |
| Sally Lindsay     | Alison Bailey                    |
| Pippa Haywood     | Superintendent Julie Dodson      |
| Judith Barker     | Dorothy Parsons                  |
| Nicola Walker     | Helen Bartlett                   |
| Danny Miller      | Rob Waddington                   |

## Afleveringen
| Nr. | Aflevering | Titel                   | Regisseur       | Schrijver        | Selectie gastrollen | Originele uitzenddatum |  |
| --- | ---------- | ----------------------- | --------------- | ---------------- | --- | ---------------------- |  |
| 15 | 1          | Vulnerable              | Morag Fullarton | Sally Wainwright | Rayna Campbell - Ginny Andrew Grose - politieagent George Costigan - Joe Bevan Judy Holt - Scary Mary Jackson                                     | 3 april 2013           |  |
| Wanneer een buurvrouw van rechercheur Scott zich zorgen maakt over de bewoners van een huis in hun straat, gaat rechercheur Scott op onderzoek uit. In het huis vindt zij de bewoonster Eunice Bevan dood onderaan de trap terwijl de man des huizes Joe bedlegerig in zijn bed ligt. Rechercheur Scott roept de hulp in van het rechercheteam, dat op zoek gaat naar wat er gebeurd is, zij ontdekken al snel dat de vrouw met geweld om het leven is gekomen. Zij vinden geen sporen van inbraak en aangezien de man zijn bed niet uit kan komen denken zij dat hun kinderen de daders kunnen zijn. Het echtpaar heeft vier kinderen en het rechercheteam gaat op zoek naar deze kinderen en na veel speurwerk zijn zij in staat om een kind te lokaliseren, het betreft dochter Helen Bartlett. Helen verklaart echter dat zij dertig jaar de relatie heeft verbroken met haar ouders en toen heeft zij ook haar achternaam veranderd. Zij heeft in die dertig jaar nooit meer contact gehad met haar ouders, zij had nog wel contact met haar zus, deze zus is echter vorig jaar overleden. Joe vertelt aan de rechercheurs dat hij in de bewuste nacht een stem hoorde in huis die hij herkende als zijn dochter Helen, door deze verklaring arresteren zij Helen voor de moord op Eunice. Dan ontdekken de rechercheurs dat Joe helemaal niet bedlegerig is en dat hij mobiel is, nu krijgen zij twijfels of Helen de dader is. Ondertussen begint rechercheur Bailey spijt te krijgen dat zij getrouwd is met Sean McCartney, zij begint excuses te verzinnen om maar niet thuis bij hem te zijn. |            |                         |                 |                  | |                        |  |
| 16 | 2          | Things We Do For Love   | Morag Fullarton | Sally Wainwright | Nichola Dixon - Mrs. Armitage Tracie Bennett - Sharon Philip Broadbent - Toby Harcourt                                                            | 10 april 2013          |  |
| Rechercheurs Bailey en Scott zoeken Adam Armitage, die verdacht wordt van doodslag op een dakloze man. Bailey bekent onderweg aan haar collega Scott dat zij de afgelopen nacht seks heeft gehad met een vreemde man, tevens vertelt zij dat zij spijt heeft gekregen door te trouwen met Sean McCartney. Toen Dominic, de broer van Bailey, Nick Savage vermoordde moest Bailey voor een hoorzitting komen over haar rol in de moord. Bailey had in een dronken bui tegen Dominic gezegd dat zij Nick graag dood zou willen hebben, Dominic heeft dit letterlijk opgepakt en hem daarom vermoord. Hierdoor werd Bailey gearresteerd op verdenking van moord, dankzij de tussenkomst van hoofdinspecteur Gill Murray werd Bailey ontslagen van vervolging. Door deze toestanden besloot Bailey te trouwen met Sean, hopend hierdoor weer grip te krijgen op haar persoonlijk leven. Op het bruiloftsfeest ergert Bailey zich over het gedrag van haar moeder die zeer dronken werd en zich zeer storend gedroeg. Scott kreeg op het bruiloftsfeest van haar man Ade te horen dat hij wil scheiden van haar. |            |                         |                 |                  | |                        |  |
| 17 | 3          | Thin Ice                | Morag Fullarton | Sally Wainwright | Josh Bolt - Daniel Gallagher Clare Holman - Sarah Gallagher Judy Holt - Scary Mary Jackson                                                        | 17 april 2013          |  |
| Wanneer Danny Gallagher zijn vader Edward Gallagher met een doorgesneden keel vindt in hun keuken gaat het rechercheteam op onderzoek uit. Zij ontdekken dat Edward een voorliefde had voor schandknapen en een koele relatie had met zijn gezin, hierdoor hebben zij een korte lijst met eventuele verdachten. Dan vertelt een buurman van Edward dat hij Danny weg heeft zien rijden na de moord, dit maakt Danny de hoofdverdachte van de moord. Later blijkt dat de buurman dit fout heeft gezien en de rechercheurs de echte chauffeur van de auto, het betreft een schandknaap die Edward kort voor zijn dood had opgepikt. Na een lang verhoor bekent deze uiteindelijk de dader te zijn. Ondertussen vraagt rechercheur Scott aan haar moeder of zij bij haar wil wonen nu haar man van haar wil scheiden. Hoofdinspecteur Gill Murray is geschokt als zij hoort dat haar zoon wil trouwen met zijn verloofde. Het geheim van rechercheur Bailey, dat zij seks heeft gehad met een vreemde man, komt bijna uit naar haar man Sean McCartney. |            |                         |                 |                  | |                        |  |
| 18 | 4          | Cradle                  | Juliet May      | Sally Wainwright | Caroline Harding - Louise Gabrielle Reidy - Karen Zalinski                                                                                        | 24 april 2013          |  |
| Wanneer Helen Bartlett aan rechercheur Scott bekent dat zij in het verleden op dertienjarige leeftijd samen met haar vader het dode lichaam van haar broer heeft begraven in hun kelder, gaan de rechercheurs op onderzoek uit in het huis. Na het doorzoeken van de kelder vinden zij tot hun ontzetting lichaamsresten van totaal zeven personen. Het rechercheteam krijgt hulp van superintendent Julie Dodson, na het vinden van de lichamen wil Dodson Helen aanklagen van medeplichtigheid voor de moorden in plaats van haar aanmerken als slachtoffer van haar vaders misdaden. Tevens verdenkt Dodson meteen een politiemedewerker voor het lekken naar de pers als er dingen in de krant staan die niet openbaar zijn gemaakt. Twee getuigen melden zich bij het rechercheteam: een man die Helen en haar zus uit huis haalde om hen zo te beschermen tegen de ouders, en een man die zegt dat hij in het verleden in het huis van de familie Bevan heeft gewoond. Tijdens zijn verblijf in het huis werd hij stelselmatig seksueel misbruikt door de ouders van Helen. Tevens vertelt hij dat Helen niet zo onschuldig is als zij zelf beweert. Ondertussen heeft rechercheur Scott een zware tijd wanneer blijkt dat zij niet de promotie krijgt waarop zij hoopte. Dan staat Helen ineens dronken voor haar deur die niet blij is met haar identiteit in de krant. |            |                         |                 |                  | |                        |  |
| 19 | 5          | Witness                 | Juliet May      | Sally Wainwright | Judy Holt - Scary Mary Jackson George Costigan - Joe Bevan Kate Rutter -juridisch adviseur van Joe Bevan Caroline Harding - Louise                | 1 mei 2013             |  |
| Het rechercheteam is druk bezig met het identificeren van de lichamen die in de kelder van het huis van de familie Bevan zijn gevonden, het lukt hen om een lichaam te identificeren. Het betreft een achttienjarige rugzaktoerist met de naam Steven Norgove die in de jaren zeventig kortstondig bij de familie Bevan verbleef. Later vinden de rechercheurs nog een lichaam van een jonge vrouw onder de vloer van de hoofdslaapkamer, later wordt zij geïdentificeerd als de oudste dochter Sheila Bevan. Joe Bevan verklaart dat hij verantwoordelijk is voor de moorden op de lichamen, maar hij vertelt hen dat hij dit onder dwang van zijn vrouw heeft gedaan en dat hij niets weet van de dood van zijn dochter Sheila. Door alle commotie in de pers over deze moorden besluit Helen zelfmoord te plegen door pillen in te nemen, ze kan nog net op tijd naar het ziekenhuis gebracht worden waar zij haar kunnen redden. Ondertussen vertelt rechercheur Bailey aan haar echtgenoot Sean McCartney dat zij nooit met hem had moeten trouwen en besluit hem te verlaten door in te trekken bij rechercheur Scott. Ondanks dat haar persoonlijke leven een puinhoop is lukt het rechercheur Bailey om Joe Bevan alle moorden te laten bekennen. Rechercheur Scott heeft haar handen vol aan haar collega rechercheur Pete Readyough, die het huis uit gezet is door zijn vrouw. |            |                         |                 |                  | |                        |  |
| 20 | 6          | Undermined              | Juliet May      | Amelia Bullmore  | Katherine Dow Blyton - Catherine French Connie Walker - Nancy Greig Muriel Barker - Winifred William Ash - Craig Wyatt Rosie Sansom - Rosie Clark | 8 mei 2013             |  |
| Wanneer de bejaarde Gerald French dood in zijn bed wordt gevonden in een bejaardentehuis gaat het rechercheteam op onderzoek uit, dit omdat er aanwijzingen zijn dat hij vermoord is. De rechercheurs ontdekken al snel dat er de laatste tijd meerdere mensen dood zijn gedaan onder verdachte omstandigheden. Tijdens het onderzoek ontdekken de rechercheurs dat de hoofdverpleger Craig Wyatt werkneemster Rosie Clark erin wil luizen voor de moord, Rosie is gefilmd met een verborgen camera terwijl zij een bewoonster in haar gezicht sloeg. Door deze opname denken de rechercheurs dat zij waarschijnlijk de moordenaar is en arresteren haar voor verdere ondervraging. Rosie blijkt een geestelijke beperking te hebben en is helemaal idolaat van haar baas Craig, tijdens de verdere ondervraging van Rosie beseffen de rechercheurs dat Rosie niet de dader is maar Craig. Ondertussen verblijft rechercheur Bailey nog steeds in het huis van rechercheur Scott, de moeder van Scott is hier niet zo blij mee maar krijgt haar dochter niet zover om Bailey de deur te wijzen. Als Scott haar collega Bailey in bed vindt terwijl zij seks heeft met een collega, is de liefde snel over bij Scott en zet Bailey het huis uit. |            |                         |                 |                  | |                        |  |
| 21 | 7          | Wrong Place, Wrong Time | Morag Fullarton | Amelia Bullmore  | Sandra Brown - Abigail Bertis Paul Ryan Carberry - Phillip Valentine Chris Finney - Glen Cattermole                                               | 22 mei 2013            |  |
| Wanneer het levenloze lichaam van Kenneth Valentine in een steeg wordt gevonden gaat het rechercheteam op onderzoek uit. Kenneth is gevallen van een trap in de steeg en heeft de val niet overleefd, onderzoek wijst uit dat hij van de trap is geduwd en dus vermoord is. Tijdens een gesprek met de zoon van Kenneth leren de rechercheurs dat hij ruzie had met zijn vader over het feit dat hij weigerde te vertrekken uit zijn woning. De zoon wordt hierdoor al snel de hoofdverdachte, later ontdekken de rechercheurs dat er na de moord twee jongens gearresteerd zijn vlak bij de steeg en het blijkt dat deze jongens meer weten van de moord op Kenneth. Ondertussen is de vriendschap tussen rechercheur Bailey en Scott flink bekoeld, nadat Scott haar had betrapt met het hebben van seks met collega Kevin Lumb onder haar dak. Dan bekent Bailey aan haar man Sean McCartney wat zij de laatste tijd allemaal heeft gedaan. Hierop zoekt Sean Kevin op in het politiebureau waar hij hem tegen de grond slaat. Het rechercheteam is verbijsterd als zij horen wie het lek naar de pers was op het politiebureau. Het blijkt Kevin te zijn die gelekt heeft. |            |                         |                 |                  | |                        |  |
| 22 | 8          | Futures                 | Morag Fullarton | Sally Wainwright | Jake Roche - Sammy Murray Matt Jamie - Hugh Crossley Caroline Harding - Louise                                                                    | 23 mei 2013            |  |
| Wanneer hoofdinspecteur Gill Murray door Helen Bevan wordt ontvoerd werken alle rechercheurs samen om hun baas te redden. Helen dwingt Murray naar de kust te rijden zonder haar verdere details te geven, onderweg probeert Murray uit alle macht Helen over te halen om haar actie te stoppen. Zij vertelt wel aan Murray dat zij helemaal gebroken is door alle verhalen in de pers en dat haar partner haar hiervoor ook verlaten heeft. Dankzij de partner ontdekken de rechercheurs de bestemming van Helen, het is een plaatsje aan de kust waar Helen goede herinneringen aan heeft. Helen en Murray arriveren zij op hun bestemming. Hier worden zij opgewacht door een arrestatieteam. Voordat zij in kunnen grijpen pleegt Helen, tot ontsteltenis van Murray, zelfmoord door haar polsen door te snijden. Ondertussen wordt de spanning tussen rechercheur Scott en Bailey steeds groter, en zij hebben de grootste moeite om samen te werken. |            |                         |                 |                  | |                        |  |